# Petr Zlenko
Petr Zlenko (roz. Petro Andrijovyč Zlenko, ukrajinsky Петро Андрійович Зленко, 6. června 1891 Starokosťantyniv – 1. října 1954 Tajšet) byl ukrajinsko-český bibliograf, knihovník a publicista.

## Život
Narodil se ve městě Starokosťantyniv, jeho otec byl učitel. Po maturitě studoval matematiku a fyziku na univerzitách v Oděse a Kyjevě. Studia nedokončil, protože po vypuknutí 1. světové války byl mobilizován a po absolvování jednoročního kurzu zařazen jako tzv. mladší důstojník do ruské carské armády. V letech 1917 až 1920 byl příslušníkem armády Ukrajinské lidové republiky bojující proti Rudé armádě za nezávislost Ukrajiny. Po porážce opustil vlast „na útěku před bolševiky“.
Od roku 1920 byl Zlenko učitelem matematiky na gymnáziu v tehdy polském Brestu. V roce 1923 odešel do Prahy, kde dostudoval a stal se knihovníkem. Publikoval především bibliografické práce se zaměřením na literární práce ukrajinských emigrantů. V Praze také vydával časopis Ukrajinskyj tyždeň (1932–1939), zabývající se životem a kulturou ukrajinské emigrace v meziválečném Československu. Podílel se na vzniku mnoha významných ukrajinských exilových publikací a vědeckých prací a aktivně působil v organizacích ukrajinské diaspory.
V roce 1937 Zlenko získal československé státní občanství, v roce 1944 se oženil s Marií Brezinovou. V letech 1936 až 1945 působil ve Slovanské knihovně. Po květnu 1945 obdržel potvrzení, že „se během okupace choval, jak se na řádného Čecha sluší“ a „nahlas projevoval protinacistické smýšlení“.
Dne 6. července 1945 byl Zlenko ve svém pražském bytě zatčen příslušníky zvláštní jednotky sovětské vojenské kontrarozvědky Směrš a (přestože byl československým občanem) unesen do Sovětského svazu. Podobný osud postihl dosud nezjištěný počet dalších československých občanů, a to podle dlouho pečlivě připravovaného zátahu sovětských bezpečnostních orgánů na představitele ruské a ukrajinské antibolševické emigrace žijící v Československu. Cílem bylo zatýkat osoby, které moskevský režim považoval za nepřátelské či ohrožující plánovanou sovětizaci dobytého území. Odhady počtu zavlečených po válce jen z českých zemí se pohybují kolem 300 osob. Se započtením osob unesených z někdejší Podkarpatské Rusi a Slovenska bylo z území ČSR do SSSR odvlečeno několik desítek tisíc lidí, a to z nejrůznějších důvodů. Sovětské orgány přitom jednaly bez jakékoli opory v právu.
Vojenský tribunál v Kyjevě Zlenka 3. prosince 1945 odsoudil za údajnou protisovětskou činnost k deseti letům v pracovním táboře. Po předchozím věznění v Horlivce na Donbasu byl definitivně internován v táboře Ozerlag (zvaném také Zvláštní tábor č. 7 nebo Jezerní nápravně-výchovný tábor), který byl součástí pracovních táborů GULAG, určenou pro politické vězně. Ozerlag stál na horním toku řeky Čuny na GPS 56.1267267N, 99.7735800E u dnešní vesnice Izykan v Irkutské oblasti na východní Sibiři a jeho správa sídlila ve městě Tajšet. Zdejší vězni byli využíváni ke stavbě Bajkalsko-amurské magistrály, k těžbě dřeva a dalším nuceným pracím.
Zlenkovu protiprávní internaci nezvrátily opakované žádosti jeho manželky ani intervence československých úřadů zasílané do Moskvy (do vzniku totalitního režimu po roce 1948, kdy ustaly). 1. října 1954 (tedy jen několik měsíců před propuštěním) Zlenko na Sibiři zemřel. Místo jeho pohřbu není známo.
Překlad Zlenkovy korespondence s manželkou vyšel v roce 1993 v Revolver Revue (viz oddíl Literatura). Materiály z jeho pozůstalosti jsou uloženy ve fondu Slovanské knihovny Národní knihovny ČR, část jeho osobní knihovny je v Muzeu ukrajinské kultury ve Svidníku. Archiválie, týkající se Zlenkovy vědecké činnosti, jsou uloženy v Centrálním státním archivu zahraničních historických ukrajinik (TsDAZU) v Kyjevě. Tato instituce v červnu 2011 zorganizovala výstavu ke 120. výročí Zlenkova narození. Některé Zlenkovy práce byly zdigitalizovány.

## Uctění památky
Dne 6. května 2021 byla na domě, ve kterém Zlenko v Praze bydlel (Lužická 1701/38, Praha 2) za účasti ukrajinského velvyslance Jevhena Perebyjnise umístěna pamětní deska v rámci projektu Poslední adresa.

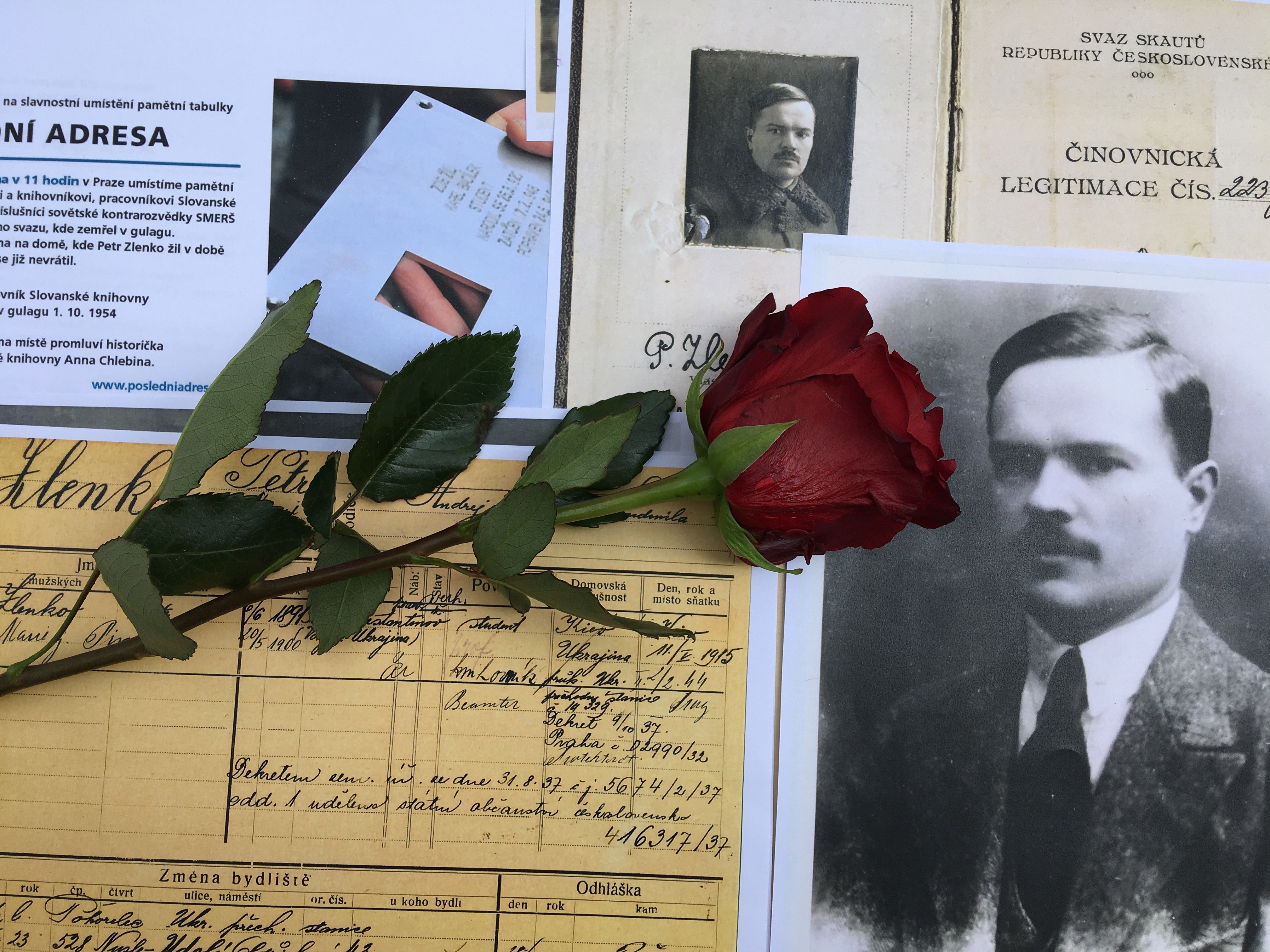
Pietní připomínka Petra Zlenka
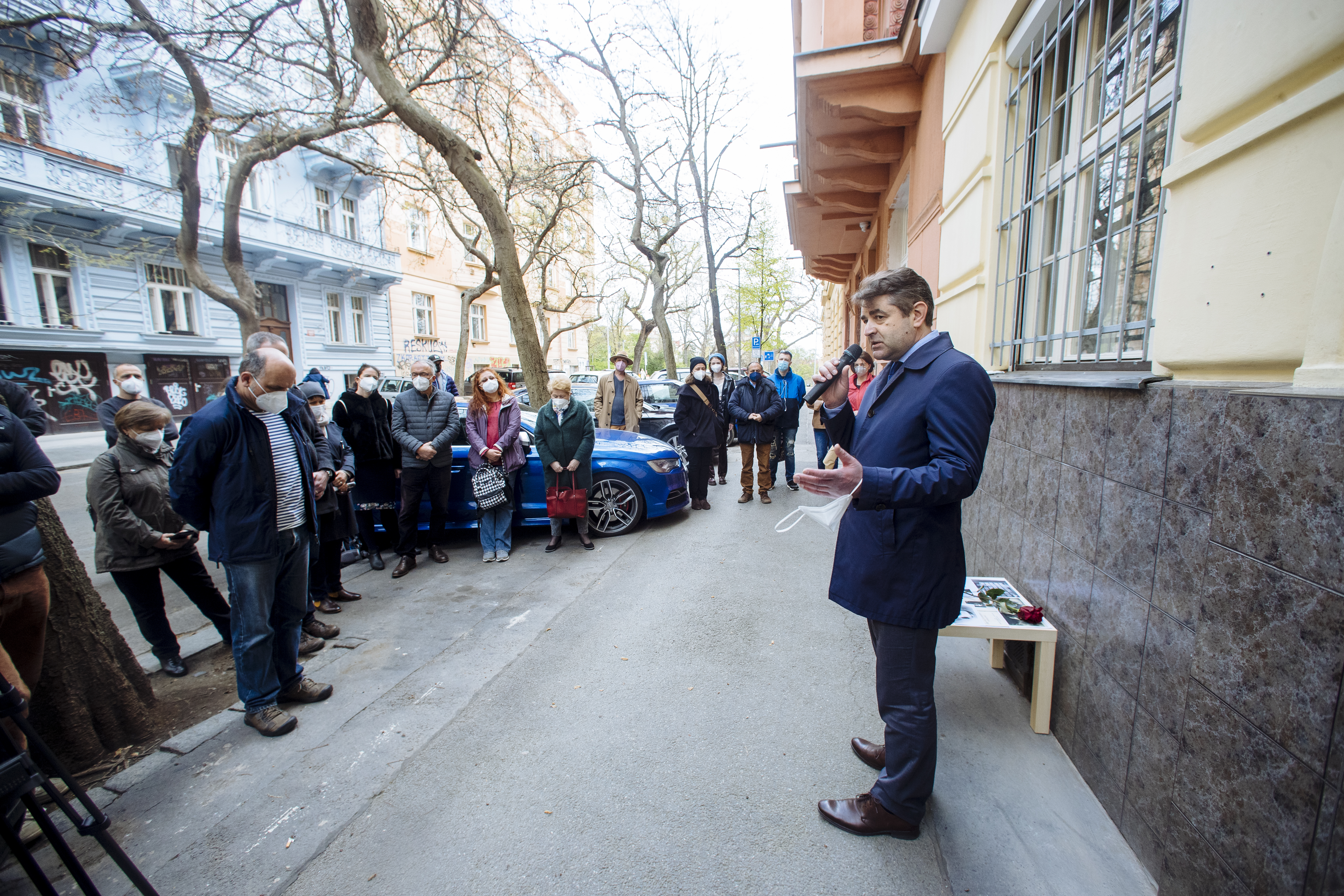
Ukrajinský velvyslanec Jevhen Perebyjnis při instalaci pamětní tabulky
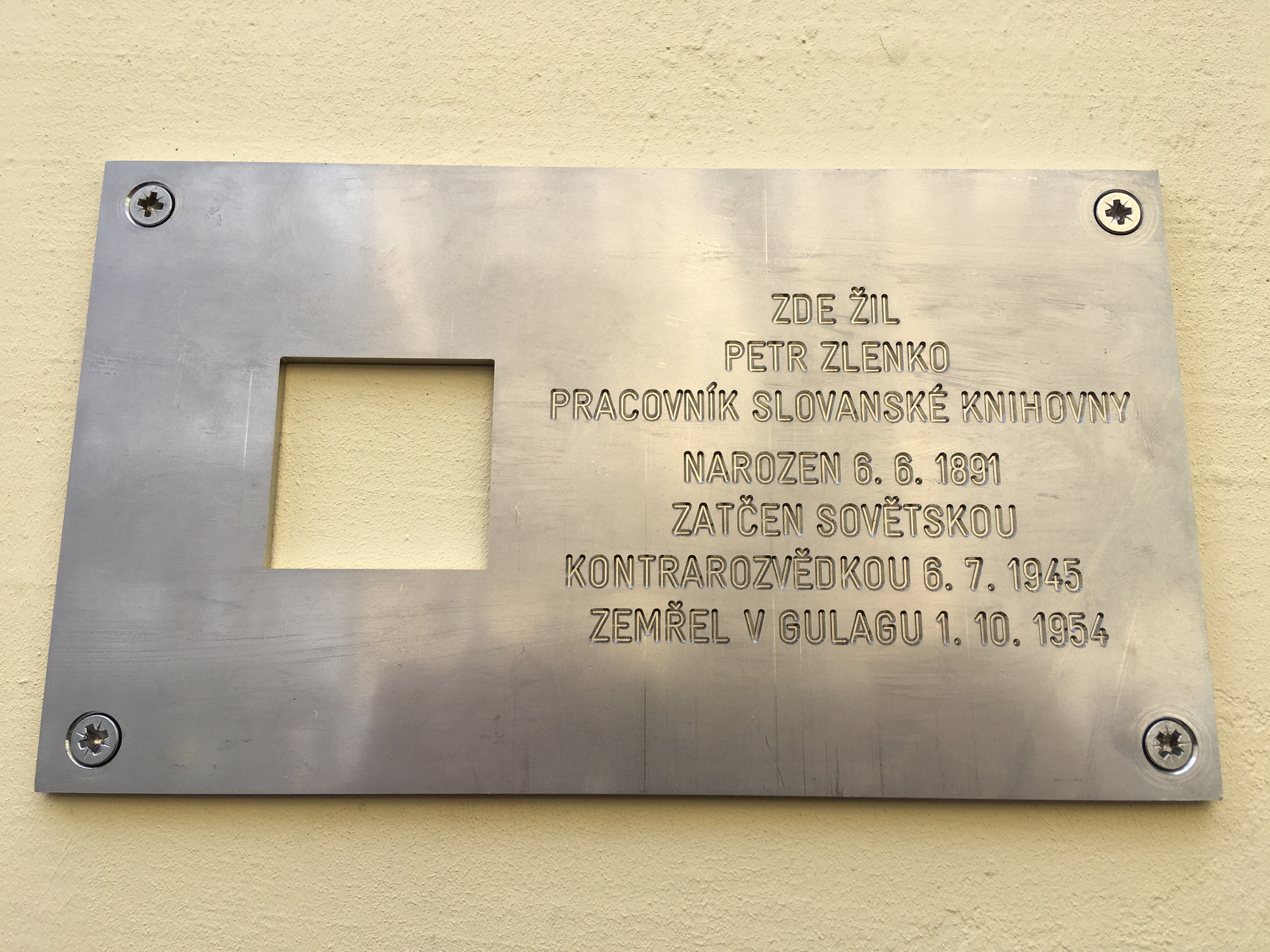
Pamětní tabulka připomínající pražské bydliště Petra Zlenka